# Gusai
Gusai (jap. 救済, auch: Kyūzei, Kyūzai, Kyūsei oder Kasai gelesen,) (* 1284; † 5. April 1378) war ein japanischer Zen-Mönch und Renga-Dichter.
Gusai studierte Wakadichtung bei Reizei no Tamesuke, einem Sohn Fujiwara no Tameies. Um 1315 trat er als Autor von Waka-Gedichten hervor, danach ist für zwanzig Jahre nichts über sein Leben bekannt. Im Jahr 1339 erscheint er wieder als Teilnehmer eines Renga-Wettbewerbes.
In den folgenden Jahren schloss er sich mit Nijō Yoshimoto zusammen, mit dem er 1357 die erste Renga-Anthologie Tsukuba-shū (菟玖波集) kompilierte, in die auch mehr als 120 seiner eigenen Gedichte Aufnahme fanden, sowie theoretische Schriften zu Renga verfasste. 1355 nahm er an einer Renga-Komposition (文和千句, Bunna Senku) aus 1000 Wakas im Hause Yoshimotos teil.